# Hackney Diamonds Tour
Hackney Diamonds Tour fue una gira de conciertos realizada por la banda británica The Rolling Stones en apoyo de su álbum de estudio Hackney Diamonds, su primer álbum de estudio de material original en casi 20 años. Los espectáculos están patrocinados por la AARP, una organización estadounidense sin fines de lucro que representa los intereses de las personas mayores de cincuenta años.

## Trasfondo
La gira fue anunciada a finales del 2023 como parte de la promoción al nuevo álbum de estudio de la banda. Entre las fechas se incluyó una participación en el New Orleans Jazz & Heritage Festival, marcando la primera aparición de The Rolling Stones en un festival desde British Summer Time Hyde Park de 2022.

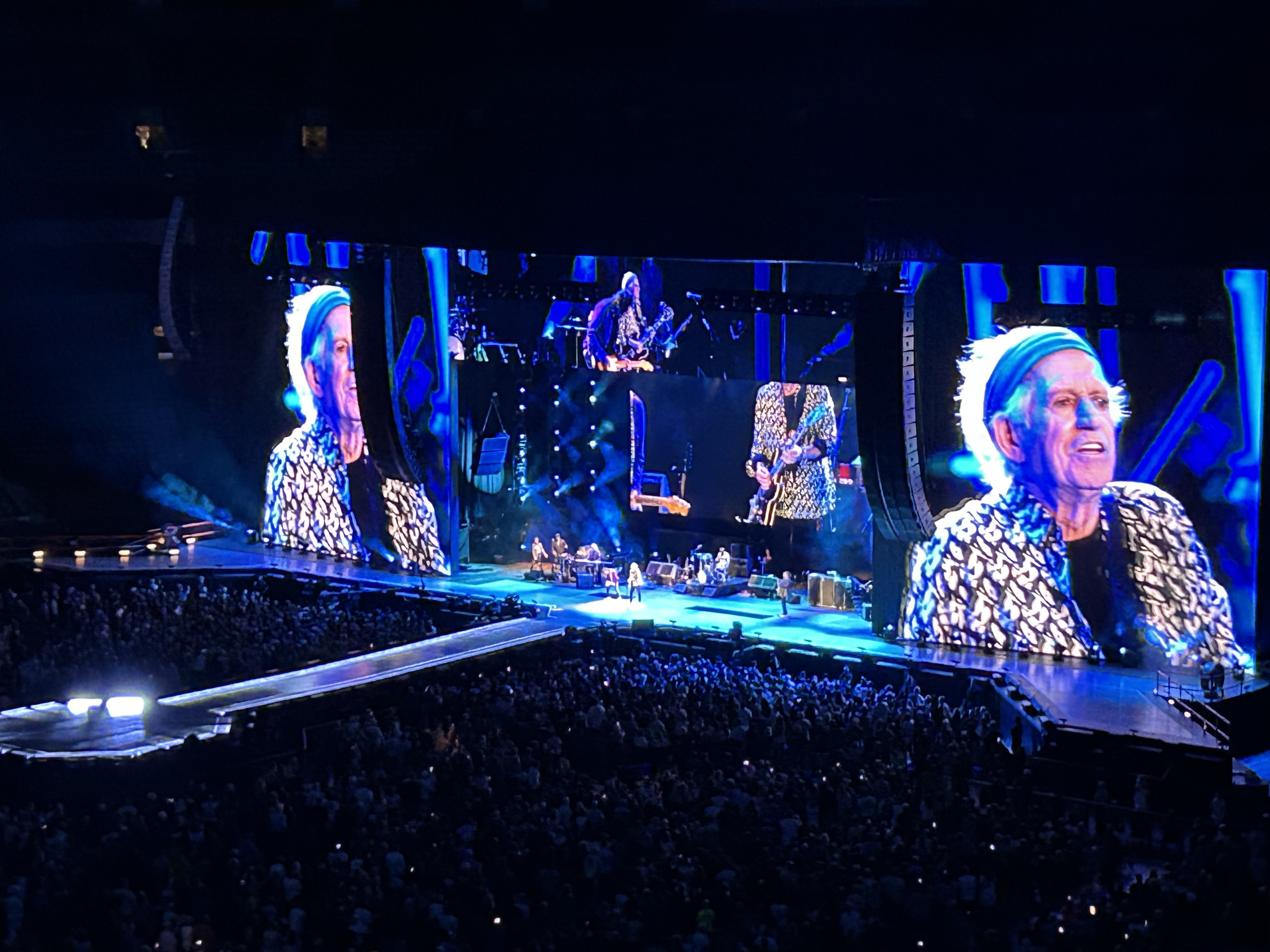
Keith Richard durante la presentación en Vancouver el 5 de julio de 2024.

## La Banda
The Rolling Stones
| Mick Jagger (voz, guitarra, armónica) | Keith Richards (guitarra, voz) |
| Ronnie Wood (guitarra)                |                                |

Músicos adicionales
- Steve Jordan: batería
- Darryl Jones: bajo, coros
- Sasha Allen: coros
- Karl Denson: saxo
- Tim Ries: saxo, teclados
- Chuck Leavell: teclados, coros, percusión
- Matt Clifford: teclados, corno francés, percusión
- Bernard Fowler: coros, percusión

## Setlist
Setlist del concierto celebrado en el NRG Stadium en Houston, el 28 de abril de 2024.
1. "Start Me Up"
2. "Get Off of My Cloud"
3. "Rocks Off"
4. "Out of Time"
5. "Angry"
6. "Beast of Burden"
7. "Mess It Up"
8. "Tumbling Dice"
9. "You Can't Always Get What You Want"
10. "Little T & A"
11. "Sympathy for the Devil"
12. "Gimme Shelter"
13. "Honky Tonk Women"
14. "Miss You"
15. "Paint It Black"
16. "Jumpin' Jack Flash"

Encore
1. "Sweet Sounds of Heaven"
2. "(I Can't Get No) Satisfaction"

## Fechas
| Fecha               | Ciudad          | País           | Recinto                    | Entradas Vendidas/Disponibles | Recaudación  |
| ------------------- | --------------- | -------------- | -------------------------- | ----------------------------- | ------------ |
| Norteamérica        |                 |                |                            |                               |              |
| 28 de abril de 2024 | Houston         | Estados Unidos | Estadio NRG                | 40,154 / 40,154               | $10,435,758  |
| 2 de mayo de 2024   | Nueva Orleans   | Estados Unidos | Fair Grounds Race Course   | Festival                      | Festival     |
| 7 de mayo de 2024   | Glendale        | Estados Unidos | State Farm Stadium         | 44,783 / 44,783               | $8,434,409   |
| 11 de mayo de 2024  | Paradise        | Estados Unidos | Allegiant Stadium          | 44,347 / 44,347               | $15,579,874  |
| 15 de mayo de 2024  | Seattle         | Estados Unidos | Lumen Field                | 45,329 / 45,329               | $11,524,342  |
| 23 de mayo de 2024  | East Rutherford | Estados Unidos | MetLife Stadium            | 105,124 / 105,124             | $29,155,574  |
| 26 de mayo de 2024  | East Rutherford | Estados Unidos | MetLife Stadium            | 105,124 / 105,124             | $29,155,574  |
| 30 de mayo de 2024  | Foxborough      | Estados Unidos | Gillette Stadium           | 48,186 / 48,186               | $15,078,639  |
| 3 de junio de 2024  | Orlando         | Estados Unidos | Camping World Stadium      | 43,512 / 43,512               | $11,763,122  |
| 7 de junio de 2024  | Atlanta         | Estados Unidos | Mercedes-Benz Stadium      | 46,859 / 46,859               | $14,000,276  |
| 11 de junio de 2024 | Filadelfia      | Estados Unidos | Lincoln Financial Field    | 51,777 / 51,777               | $15,599,814  |
| 15 de junio de 2024 | Cleveland       | Estados Unidos | Cleveland Browns Stadium   | 47,095 / 47,095               | $13,482,502  |
| 20 de junio de 2024 | Denver          | Estados Unidos | Empower Field at Mile High | 53,780 / 53,780               | $15,616,735  |
| 27 de junio de 2024 | Chicago         | Estados Unidos | Soldier Field              | 94,451 / 94,451               | $23,519,746  |
| 30 de junio de 2024 | Chicago         | Estados Unidos | Soldier Field              | 94,451 / 94,451               | $23,519,746  |
| 5 de julio de 2024  | Vancouver       | Canadá         | BC Place                   | 42,354 / 42,354               | $11,881,746  |
| 10 de julio de 2024 | Inglewood       | Estados Unidos | SoFi Stadium               | 92,729 / 92,729               | $24,358,456  |
| 13 de julio de 2024 | Inglewood       | Estados Unidos | SoFi Stadium               | 92,729 / 92,729               | $24,358,456  |
| 17 de julio de 2024 | Santa Clara     | Estados Unidos | Levi's Stadium             | 47,320 / 47,320               | $14,646,200  |
| 21 de julio de 2024 | Ridgedale       | Estados Unidos | Thunder Ridge Nature Arena | -                             | -            |
| Total               | Total           | Total          | Total                      | 847,800 / 847,800             | $235,077,193 |